# Trastfältet
Trastfältet (albanska: Fushë Kosova eller fusha e Kosovës, serbiska: Kosovo polje) är en högslätt i Kosovo, som har gett namn åt staden Fushë Kosovë mitt på slätten.
Slätten är bekant för de många fältslag som utkämpats där. Särskilt är slätten känd i historien och folkdikten genom "slaget på Trastfältet", den strid mellan osmaner och serber som i juni 1389 definitivt gjorde slut på det gamla serbiska riket. Dessutom vann serberna 1073 en seger över de förenade grekerna och bulgarerna, 1448 tillfogade Murad II ungrarna under János Hunyadi ett svårt nederlag (andra slaget på Trastfältet) och 1831 led bosniakerna där ett nederlag mot osmanerna.

### Fotnoter
1. ↑  Dick Harrison (21 mars 2002). ”Kampen om Kosovo” (på svenska). Populär historia. Arkiverad från originalet den 27 april 2018. https://web.archive.org/web/20180427184654/https://popularhistoria.se/artiklar/kampen-om-kosovo. Läst 22 april 2018.
2. ↑  Frederick Fooy (januari 2014). ”Trastfältet 1389” (på svenska). Militärhistoria. Arkiverad från originalet den 27 april 2018. https://web.archive.org/web/20180427184203/https://militarhistoria.se/artiklar/trastfaltet-1389. Läst 22 april 2018.